# Kongming
Kongming (kinesiska: 孔明乡, 孔明) är en socken i Kina. Den ligger i provinsen Sichuan, i den sydvästra delen av landet, omkring 71 kilometer sydväst om provinshuvudstaden Chengdu. Antalet invånare är 10 359. Befolkningen består av 5 119 kvinnor och 5 240 män. Barn under 15 år utgör 11,0 %, vuxna 15-64 år 76 %, och äldre över 65 år 12,0 %.
Genomsnittlig årsnederbörd är 1 442 millimeter. Den regnigaste månaden är juli, med i genomsnitt 387 mm nederbörd, och den torraste är januari, med 12 mm nederbörd.